# گریلند (واشینگتن)
گریلند (به انگلیسی: Grayland) یک منطقهٔ مسکونی در ایالات متحده آمریکا است که در شهرستان گریز هاربر، واشینگتن واقع شده‌است. گریلند ۱۷٫۸۳ کیلومتر مربع مساحت و ۹۵۳ نفر جمعیت دارد و ۸ متر بالاتر از سطح دریا واقع شده‌است.